# Básti Juli
Básti Juli (Budapest, 1957. augusztus 10. –) Kossuth-díjas és Jászai Mari-díjas magyar színművésznő, a Halhatatlanok Társulatának örökös tagja.

## Életpályája
Apja Básti Lajos Kossuth-díjas színművész (1911–1977), édesanyja Zolnay Zsuzsa (1932–2011) Jászai Mari-díjas színésznő, nagybátyja Zolnay Pál (1928–1995) filmrendező. A Színház- és Filmművészeti Főiskolát 1980-ban – Major Tamás és Székely Gábor tanítványaként – végezte el. Ekkor játszotta élete első filmszerepét is. A kaposvári Csiky Gergely Színház (1980–84, itt már már főiskolásként is több szerepet játszott) után a budapesti Katona József Színház szerződtette.
1982-ben a Kettévált mennyezet című film női főszerepéért San Remóban megkapta a legjobb női alakítás díját.
Színházban és filmen is számos kiemelkedő alakítással hívta fel magára a figyelmet. Erőteljes, érzelemgazdag színészalkat. Tragikus sorsú hősnők, de groteszk, eltorzult karakterfigurák is megelevenednek játéka nyomán.
Kedvelt szinkronszínész. Hangját legtöbben talán az Egy rém rendes család c. sorozat Peggyjeként (Katey Sagal) ismerik. A Született feleségek Edie-jének (Nicollette Sheridan) is ő kölcsönözte a hangját.
1987-ben lemezt készített Cserhalmi Györggyel, Hallgass kicsit címmel, melynek szerzői Dés László és Bereményi Géza voltak.

### Családja
Férje Puskás Tamás (1959) rendező, a Centrál Színház (korábban Vidám Színpad) igazgatója, akitől két fia született, Samu (1997) és Dávid (1999). Korábbi házasságából Gothár Pétertől még egy fia van, Gothár Márton (1982). Fiának, Samunak 2024 decemberben született meg kisfia, Noam, akinek édesanyja Martinovics Dorina színésznő.

## Társulati tagság
- 1980 – 1984 Csiky Gergely Színház
- 1984 – 2003 Budapesti Katona József Színház
- 2003 – 2015 Nemzeti Színház
- 2015 – Centrál Színház

## Színházi szerepei
- Victor Hugo: A királykisasszony lovagja (Neubbergi Mária)
- Georges Feydeau: Tökfilkó (Maggie)
- Szomory: Hermelin (Tóth Hermin)
- Goldoni: Két úr szolgája (Beatrice)
Az új lakás (Meneghina)
- Dosztojevszkij: A játékos (Polina)
- Jarry: Übü király (Übü mama)
- Csehov: Három nővér (Mása)
Platonov (Anna Petrovna)
Cseresznyéskert (Ljubov Andrejevna)
- Gogol: A revizor (Polgármesterné)
- Shakespeare: Vízkereszt, vagy amit akartok (Olivia)
Szentivánéji álom (Helena)
Hamlet (Ophélia)
III. Richárd (Lady Anna)
A makrancos hölgy (Kata)
- Ionesco: Haldoklik a király (Mária királyné)
- Örkény: Kulcskeresők (Nelli)
- Brescan: Paraszt Hamlet (Omélia)
- Molière: Tartuffe (Elmira)
- Ibsen: Hedda Gabler (Hedda Gabler)
- Brecht–Kurt Weil: Koldusopera (Kocsma Jenny)
- Kander–Ebb: Chicago (Velma Kelly)
- Kander–Ebb–Masteroff: Kabaré (Sally Bowles)
- Marina Carr: A macskalápon (Hester)
- Gorkij: Vassza Zseleznova / A kivétel és a szabály
- Woody Allen: New York-i komédia (Phyllis) Centrál színház bemutató: 2006. október 13.
- Ivan Kušan: Galócza (Ankica)[9]

## Filmjei
| - Kojak Budapesten (1980) - Szívzűr (1981) - Kettévált mennyezet (1982) - Elveszett illúziók (1982) - Yerma (1985) - A vörös grófnő (1985) - A tanítványok (1985) - Laura (1986) - Idő van (1986) - Banánhéjkeringő (1987) - Miss Arizona (1987) - Jézus Krisztus horoszkópja (1988) - A hecc (1989) - A távollét hercege (1991) - Sztálin menyasszonya (1991) - Az álommenedzser (1992) - A nyaraló (1992) - Egy tél az Isten háta mögött (1999) | - Film (1999) - Fehér alsó (2000) - Egyszer élünk (2000) - Üvegtigris (2001) - Valami Amerika (2001) - Csocsó, avagy éljen május elseje (2001) - A Hídember (2001) - Mézparancs (2001) - Magyar vándor (2004) - Üvegtigris 2. (2006) - Végjáték (2007) - Utolsó jelentés Annáról (2009) - Anyám és más futóbolondok a családból (2015) - X – A rendszerből törölve (2018) - Most van most (2019) - Seveled (2019) - Hét kis véletlen (2020) - Istenke bicskája (2020) - Szia, Életem! (2022) - És mi van Tomival? (2024) - Szenvedélyes nők (2025) | - Tudós nők (1980) A legendás főiskolai vizsga előadás tévéfelvétele. A rendező, Major Tamás volt. - A természet lágy ölén (1981) - Szálka, hal nélkül (1984 – tévésorozat) - Vásár (1986) - Tánya (1986) - Rádióaktív BUÉK (1993) - Pá, drágám! (1994) - Családi kör (1994) - Irány Kalifornia! (1997) - Tea (2002) - Régimódi történet (2006) - Kossuthkifli (2015) - Pepe (2022–2023) |

## Szinkronszerepei

### Film
- Hűtlen asszonyok (Le infedeli) [1953] – Marisa (Marina Vlady)
- Tokiói történet (Tôkyô monogatari) [1953] – Noriko Hirayama (Setsuko Hara)
- Gyermekbíróság (Chiens perdus sans collier) [1955]
- Ördöngösök (Les diaboliques) [1955] – Nicole Horner (Simone Signoret)
- Hosszú, forró nyár (The Long, Hot Summer) [1958] – Clara Varner (Joanne Woodward)
- A botrány szele (A Breath of Scandal) [1960] – Olympia hercegnő (Sophia Loren)
- Ítélet Nürnbergben (Judgment at Nuremberg) [1961] – Mrs. Bertholt (Marlene Dietrich)
- A világ minden aranya (Tout l'or du monde) [1961] – Rose (Annie Fratellini)
- Phaedra [1962] – Phaedra (Melina Mercouri)
- Becsületbeli ügy (Una questione d’onore) [1966] – Domenicangela Piras (Nicoletta Machiavelli)
- Szicíliai Don Giovanni (Don Giovanni in Sicilia) [1967]
- Modern Monte Cristo (Sous le signe de Monte-Cristo) [1968] – Linda (Claude Jade)
- Bruno, a vasárnapi gyerek (Bruno, l’enfant du dimanche) [1969]
- Borsalino [1970] – Lola (Catherine Rouvel)
- WUSA [1970]
- Zenerajongók (The Music Lovers) [1970] – Nina (Glenda Jackson)
- Francia kapcsolat (The French Connection) [1971] – Marie Charnier (Ann Rebbot)
- Már nem félek a napfénytől (L'odeur des fauves) [1972] – Edith (Josephine Chaplin)
- Petra von Kant keserű könnyei (Die bitteren Tränen der Petra von Kant) [1972] – Karin Thimm (Hanna Schygulla)
- Borsalino és társai (Borsalino & Co.) [1974] – Lola (Catherine Rouvel)
- Bosszúvágy (Death Wish) [1974]
- Éjfélkor indul útjára a gyönyör (A mezzanotte va la ronda del piacere) [1975] – Tina Candela (Monica Vitti)
- Keoma [1976]
- Kívánság fája (Natvris khe) [1976] – Marita (Lika Kavjaradze)
- Érzelmek zűrzavara (Smyatenie chuvstv) [1977] – Nágya (Elena Proklova)
- Evezz egyedül! (Esli ty uydiesh) [1977]
- Kutya és macska (Dog and Cat) [1977] – J.Z. Kane rendőr (Kim Basinger)
- A márkiné (Die Marquise) [1977] – Adrienne (Birgit Edenharter)
- A szökött fegyenc (Svidelstvo o bednosti) [1977] – Olja (Olga Gasparova)
- Ki öli meg Európa nagy konyhafőnökeit? (Who is killing the great chefs of Europe?) [1978]
- Őrült nők ketrece (La Cage aux folles) [1978] – Andrea Charrier (Luisa Maneri)
- Szerafima szigete (Ostrov Serafimy) [1978] – Szerafima (Tamara Degtyareva)
- Vágányok között (Zwischengleis) [1978] – Anna Eichmayr (Pola Kinski)
- A bádogdob (Die Blechtrommel) [1979] – Agnes Matzerath (Angela Winkler)
- Bombanő (10) [1979] – Jenny Hanley (Bo Derek)
- Hófehér és Rózsapiros (Schneeweißchen und Rosenrot) [1979] – Rózsapiros (Katrin Martin)
- Az Angyal utcai gyilkosság (The Killing of Angel Street) [1981] – Jessica (Elizabeth Alexander)
- Esőcsináló (The Rainmaker) [1982] – Lizzie (Tuesday Weld)
- Széplány ajándékba (Le cadeau) [1982] – Jennifer (Yolanda Jilot)
- A legyőzhetetlen Vutang (Wudang) [1983]
- Befejezés nélkül (Bez końca) [1984] – Urszula Zyro (Grazyna Szapolowska)
- Szexmisszió (Seksmisja) [1984] – Lamia Reno (Bozena Stryjkówna)
- Támadás a félelem ellen (Attack on Fear) [1984] – Cathy Mitchell (Linda Kelsey)
- Volt egyszer egy Amerika (Once Upon a Time in America) [1984] – Deborah (Elizabeth McGovern)
- Lidérces órák (After Hours) [1985] – Gail (Catherine O'Hara)
- Az örökség csábításában (Seduced) [1985] – Vicki Orloff (Cybill Shepherd)
- Aladdin (Superfantagenio) [1986] – Mrs. Haddin (Janet Agren)
- Egyedülálló nő társat keres (Odinokaya zhenshchina zhelayet poznakomitsya) [1986] – Pocsukajeva (Irina Kupchenko)
- Megkövetés (Apology) [1986] – Lily (Lesley Ann Warren)
- Szökjünk el Afrikába! (Let's Run Away to Africa) [1986] – Cathy (Lynn Farleigh)
- Szeptember (September) [1987] – Stephanie (Dianne Wiest)
- Asszonyok a teljes idegösszeomlás szélén (Mujeres al borde de un ataque de nervios) [1988] – Candela (María Barranco)
- Dolgozó lány (Working Girl) [1988] – Tess McGill (Melanie Griffith)
- Könnyek az esőben (Tears in the Rain) [1988] – Casey Cantrell (Sharon Stone)
- Roger nyúl a pácban (Who Framed Roger Rabbit) [1988] – Víziló lány (Mary T. Radford)
- Egyik kopó, másik eb (Turner & Hooch) [1989] – Emily Carson (Mare Winningham)
- Harlemi éjszakák (Harlem Nights) [1989] – Dominique La Rue (Jasmine Guy)
- Alice [1990] – Nancy Brill (Cybill Shepherd)
- Megölni Hitlert (The Plot to Kill Hitler) [1990]
- Revans (Revenge) [1990] – Miryea Mendez (Madeleine Stowe)
- Veszett a világ (Wild at Heart) [1990] – Marietta Fortune (Diane Ladd)
- Homo Novus [1991] – Galina Alekszejevna (Irina Kupchenko)
- L. A. Story – Az őrült város (L.A. Story) [1991] – Sara McDowel (Victoria Tennant)
- V, mint Viktória (V.I. Warshawski) [1991] – Victoria `V.I.` Warshawski (Kathleen Turner)
- Elemi ösztön (Basic Instinct) [1992] – Catherine Tramell (Sharon Stone)
- Csúcsfejek (Coneheads) [1993] – Prymatt Csúcsfej / Mary Margaret DeCicco (Jane Curtin)
- Kika [1993] – Kika (Verónica Forqué)
- Lelkük rajta (Heart and Souls) [1993] – Penny Washington (Alfre Woodard)
- A lótuszevők (The Lotus Eaters) [1993] – Diane Kingswood (Sheila McCarthy)
- Most jövök a falvédőről (Born Yesterday) [1993]
- Sliver [1993] – Carly Norris (Sharon Stone)
- Dugipénz (Milk Money) [1994] – V (Melanie Griffith)
- Ha a férfi igazán szeret (When a Man Loves a Woman) [1994] – Alice Green (Meg Ryan)
- Titkos gyilkos mama (Serial Mom) [1994] – Beverly R. Sutphin (Kathleen Turner)
- Vágyak vonzásában (Intersection) [1994] – Sally Eastman (Sharon Stone)
- Casino  [1995] – Ginger McKenna (Sharon Stone)
- Groteszk (The Grotesque) [1995] – Lady Harriet Coal (Theresa Russell)
- Nixon [1995] – Pat Nixon (Joan Allen)
- Szabadesés: A 174-es járat (Falling from the Sky: Flight 174) [1995] – Beth Pearson (Mariette Hartley)
- A függetlenség napja (Independence Day) [1996] – Marilyn Whitmore, First Lady (Mary McDonnell)
- A Notre Dame-i toronyőr (The Hunchback of Notre Dame) [1996] – Esmeralda (Demi Moore)
- Dante pokla (Dante's Peak) [1997] – Rachel Wando (Linda Hamilton)
- Melanie Darrow [1997] – Melanie Darrow (Delta Burke)
- Szigorúan bizalmas (L.A. Confidential) [1997] – Lynn Bracken (Kim Basinger)
- Godzilla [1998] – Lucy Palotti (Arabella Field)
- Bajnokok reggelije (Breakfast of Champions) [1999] – Francine Pefko (Glenne Headly)
- Hadszíntér (The War Zone) [1999]
- A kilencedik kapu (The Ninth Gate) [1999] – Liana Telfer (Lena Olin)
- Tűzforró Alabama (Crazy in Alabama) [1999] – Lucille (Melanie Griffith)
- Dupla vagy minden (Beautiful Joe) [2000] – Alice `Hush` Mason (Sharon Stone)
- A második legjobb dolog (The Next Best Thing) [2000] – Abbie Reynolds (Madonna)
- Stuart Little, kisegér 2. (Stuart Little 2) [2002] – Margalo (Melanie Griffith)
- Barbárok a kapuk előtt (Les invasions barbares) [2003] – Louise (Dorothée Berryman)
- A nagy trükk (Shade) [2003] – Eve (Melanie Griffith)
- Vasárnapi ebéd (Il pranzo della domenica) [2003] – Sofia Loiacono (Elena Sofia Ricci)
- Zsernyákok (Kopps) [2003] – Agneta (Sissela Kyle)
- Lemony Snicket – A balszerencse áradása (Lemony Snicket's A Series of Unfortunate Events) [2004] - Josephine néni (Meryl Streep)
- A Macskanő (Catwoman) [2004] – Laurel Hedare (Sharon Stone)
- Casanova (Catwoman) [2005] – Andrea Bruni (Lena Olin)
- Narnia Krónikái – Az oroszlán, a boszorkány és a ruhásszekrény (The Chronicles of Narnia: Lion, the Witch and the Wardrobe) [2005] – A Fehér Boszorkány (Tilda Swinton)
- Elemi ösztön 2. (Basic Instict 2) [2006] – Catherine Tramell (Sharon Stone)
- Hollywoodi történetek: Az igazság a Rém rendes családról (E! True Hollywood Story: Married... with Children) [2007] – (Katey Sagal)
- Benjamin Button különös élete (The Curious Case of Benjamin Button) [2008] – Daisy (Cate Blanchett)
- Narnia Krónikái – Caspian herceg (The Chronicles of Narnia: Prince Caspian) [2008] – A Fehér Boszorkány (Tilda Swinton)
- Divat a szerelem (Chic!) [2014] – Alicia Ricosi (Fanny Ardant)

### Sorozat
- A simlis és a szende (Moonlighting) [1985–1989] – Maddie Hayes (Cybill Shepherd)
- Egy rém rendes család (Married with children...) [1987–1997] – Peggy Bundy (Katey Sagal)
- Balu kapitány kalandjai (TaleSpin) [1990–1991] – Rebecca "Becky" Cunningham (Sally Struthers)
- Jószomszédi csiki-csuki (Zwei Halbe sind noch lange kein) [1993] – Julianna (Michaela May)
- Jack és Bobby (Jack & Bobby) [2004–2005] – Grace McCallister (Christine Lahti)
- Született feleségek (Desperate housewives) [2004–2012] – Edie Britt (Nicollette Sheridan)

## Hanglemez, CD, DVD
Cserhalmi Györggyel közös lemeze jelent meg Hallgass kicsit… címmel, melyen Dés László és Bereményi Géza dalait adták elő. 2008-ban Udvaros Dorottya, Cserhalmi György és Kulka János társaságában, "Férfi és nő" címmel előadták Dés László dalait. Az előadás megjelent CD-n és DVD-n is.

## Hangjáték
- Vampilov, Alekszandr: Húsz perc az angyallal (1986)
- William Butler Yeats: A színészkirálynő (1987)
- Balázs Attila: Nabucco a levegőben (1988)
- Vámos Miklós: Publikum (1988)
- Márton László: A tagok szerinti szépség (1992)
- Esterházy Péter: Amál (1994)
- Jókai Mór: Keresd a szíved (1994)
- Nagy Ignác: A vendégszerep (1994)
- Vidor Miklós: Nyári játékok (1994)
- Kapecz Zsuzsa: Schön Zsófi naplójából (1995)
- Molnár Erzsébet: Testvérek voltunk (1995)
- Tandori Dezső: K.u. Confusionarius (1996)
- August Strindberg: Álomjáték (1997)
- Henry James: A csavar fordul egyet (2000)
- Bánki Éva: Aranyhímzés (2007)

## Díjak, kitüntetések
- Magyar Filmkritikusok Díja – Legjobb női alakítás díja (1982, 1988, 1992, 2016)
- KISZ-díj (1982)
- Magyar Filmkritikusok Díja – Legjobb női epizódszereplő díja (1983)
- Legjobb női alakítás díja (1982) – Sanremo
- Legjobb női alakítás díja (1985) – Moszkva
- Jászai Mari-díj (1985)
- B. Nagy László-díj (1992)
- Erzsébet-díj (1992, 1994)
- Kossuth-díj (1993)
- Déryné-díj (1993)
- A Vastaps Alapítvány díja (2001)
- Örökös tag a Halhatatlanok Társulatában (2005)
- Happy Art Fesztivál: Colombina díj (2007)
- A Magyar Köztársasági Érdemrend tisztikeresztje (2009)
- Arany Medál díj (2011)[11]
- Páger Antal-színészdíj (2021)[12]
- Prima Primissima díj (2021)[13]
- Televíziós Újságírók Díja – A legjobb női mellékszereplő (2024)[14]